# تنغيم الوجه

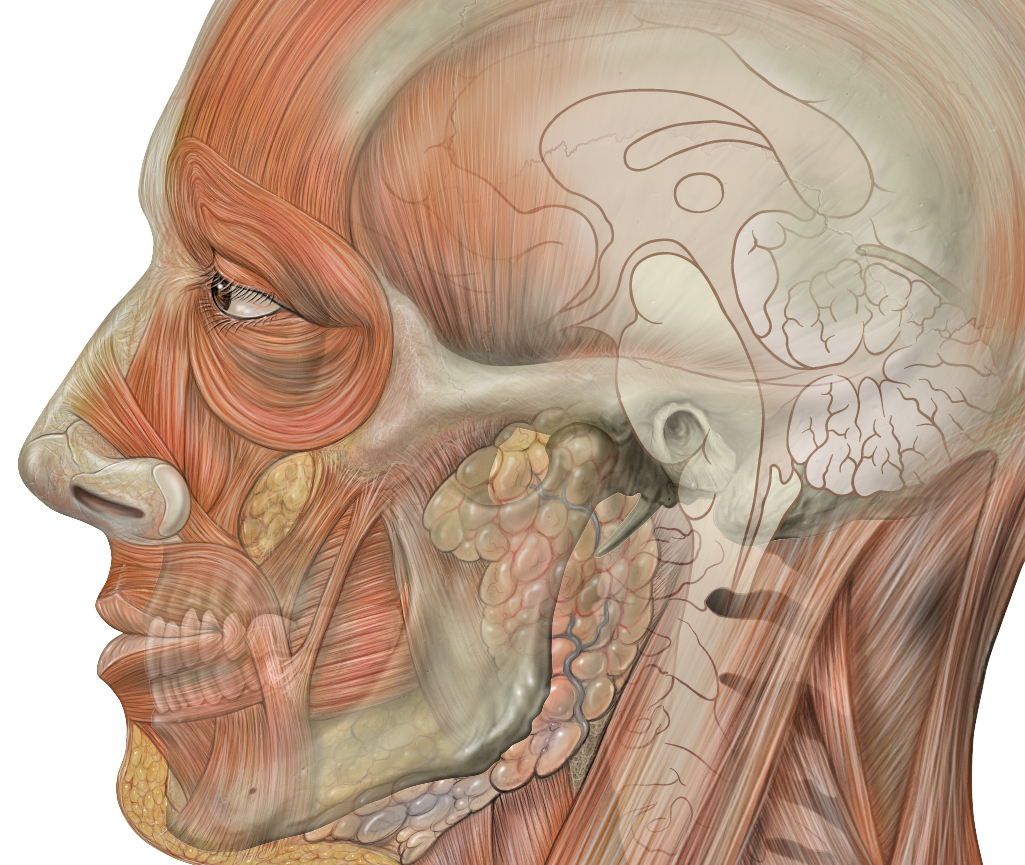
عضلات الوجه

تنغيم الوجه، هو نوع من الإجراءات التجميلية أو أداة العلاج الفيزيائي التي تقوم بتغيير ملامح الوجه عن طريق زيادة توتر العضلات، وحجم الوجه من خلال تعزيز تضخم الخلايا، ومنع فقدان العضلات بسبب الشيخوخة أو شلل العصب الوجهي. لذلك يعد تنغيم الوجه وممارسة الرياضة جزئياً تقنية لتحقيق تجديد شباب الوجه عن طريق الحد من التجاعيد والترهل وعلامات التعبير على الوجه والجلد. كعلاج فيزيائي، يستخدم تنغيم الوجه لضحايا السكتة الدماغية وأشكال شلل الوجه مثل شلل الوجه النصفي. يحقق التنغيم في الوجه ذلك عن طريق أداء تمرين عضلات الوجه. هناك نوعان من تمارين تنغيم الوجه: تمارين الوجه النشطة والسلبية.

## تمارين
تمارين الوجه تنطوي على تقلصات طوعية متكررة لبعض مجموعات عضلات الوجه. فعالية هذه التقنيات في تحسين المظهر غير مثبتة علميًا.

## تمارين سلبية
تمرين سلبي عن طريق التحفيز الكهربائي المباشر للعضلات الهيكلية. في هذا، يتم تثبيت أقطاب معدنية مسطحة مع هلام موصل إلى نقاط معينة في الوجه ويتسبب التحفيز الكهربائي في تقلصات عضلات الوجه.